# Josef Carl Knaflitsch
Josef Carl Knaflitsch (* 29. September 1907 in Wien, Österreich-Ungarn; † 22. Februar 1982 in Salzburg) war ein österreichischer Komponist, Kapellmeister, Klavierbegleiter und Hochschullehrer.  Er schrieb Musik für Singspiele und Operetten. Er komponierte mehr als tausend Lieder und Chansons.

## Leben
Er war ein Sohn des Gymnasialdirektors Dr. phil. Karl Knaflitsch und der Petronilla Knaflitsch, geb. Staffler.
Von 1917 bis 1925 besuchte er das Humanistische Gymnasium der Theresianischen Akademie in Wien IV, Favoritenstrasse 15., die Matura erfolgte mit Auszeichnung.
Danach belegte Knaflitsch ein Jusstudium an der Universität Wien bis zur 1. Staatsprüfung.
Er besuchte die Kapellmeisterschule bei Rudolf Nilius am Neuen Wiener Konservatorium
und nahm Privatstunden bei dem Pianisten Carl Lafite, danach belegte er ein Studium an der Kirchenmusikalischen Abteilung der Musikakademie in Wien.
Anfang der 1930er Jahre begann Knaflitsch in Kabarett- und Kleinkunstbühnen die Klavierbegleitung und die Kompositionen zu übernehmen. 1934 komponierte er die Musik für die Uraufführung von Jaroslav Hašeks „Die Moldau-Schiffer“, die Eröffnungspremiere des Kleinen Theaters in der Praterstraße von Ernst Lönner. Dort schrieb er 1935 auch die Songs und Bänkellieder für die österreichische Erstaufführung von Ödön von Horváths "Kasimir und Karoline" und komponierte die Musik für „Onkel Emil, Onkel Kuno und der Onkel Hannibal“ von Kurt Braun. Von 1936 bis 1938 wirkte er als Hauskomponist der Kleinkunstbühne „Literatur am Naschmarkt“; 1937 komponierte er die Musik zur Uraufführung von Horváths Drama „Himmelwärts“. Von 1938 bis 1944 war er Hauskomponist der Kammerkunstbühne „Wiener Werkel“. Von 1945 bis 1946 arbeitete Knaflitsch als Kapellmeister am „Theater in der Josefstadt“, von 1946 bis 1948 war er Leiter des Kabaretts „Kleines Welttheater – KWT“ in Innsbruck. Von 1949 bis 1951 war er Kapellmeister am „Theater in der Josefstadt“. Verschiedene Tourneen unternahm er mit Kabarett-Ensembles durch Deutschland, Schweiz und Österreich. Knaflitsch unterrichtete von 1956 bis 1972 als Lehrer und Professor am Schauspielseminar der Akademie Mozarteum in Salzburg in den Fächern Musikwissen, Gehörbildung, Notenkunde und Chanson. Außerdem erstellte er Werke für die Kulturinitiative Salzburger Straßentheater.

## Werke (Auswahl)
- 1924   OPUS 12       Valse I fismoll Klavier
- 1929   OPUS 82a      Spiel auf Zigeuner Tango
- 1931   OPUS 110      Signorina Angelina Fox
- 1934   OPUS 205      Sissy-Walzer Walzer
- 1935   OPUS 222      Musik zu „Kasimir und Karoline“ (Ödön von Horvath)
- 1935   OPUS 224      Die Türkenannerl  Singspiel-Operette
- 1935   OPUS 229      Skandal in London Operette in 3 Akten
- 1939   OPUS 360      2.Werkelprogramm Mai 1939  (Kleine Geschichten aus Groß-Wien)
- 1940   OPUS 369      Wochenend im Mai Operette
- 1941   OPUS 409      6. Werkelprogramm April Mai 1941
- 1945      Wiener Werkel Programm Zukunftsmusik 24. Okt. 1945 (Literatur im Moulin Rouge)
- 1948      Musik für Kleines Welttheater (KWT) Innsbruck
- 1956      Orgel-Messe in a-moll für Sopran, Alt, Tenor und Bass, Uraufführung 1978 Franziskanerkirche Salzburg[2]
- Der Nachlass befindet sich seit dem 10. Oktober 2014 im Österreichischen Kabarettarchiv[3]

## Operettenaufführungen
- Wochenend im Mai, 9. März 1940, Oper Graz[4]
- Türkenannerl, August 1967, Bad Ischl[5]

## Musik zum Salzburger Straßentheater
- 1971 „Theater in der Vorstadt“ (Karl Valentin)[6]
- 1973 „Die Heiratsschwindlerin“ (Lotte Ingrisch)[7]
- 1974 „Tritschtratsch“ (Johann Nestroy)
- 1975 „Kasperl als Prinz“ (Franz Pocci)
- 1976 „Himmelwärts“ (Ödön von Horvath)
- 1977 „Häuptling Abendwind“ (Johann Nestroy)
- 1978 „Reise nach Tarockanien“ (Szenen von Fritz von Herzmanovsky-Orlando)
- 1980 „Frühere Verhältnisse“ (Johann Nestroy)